# Termocronología

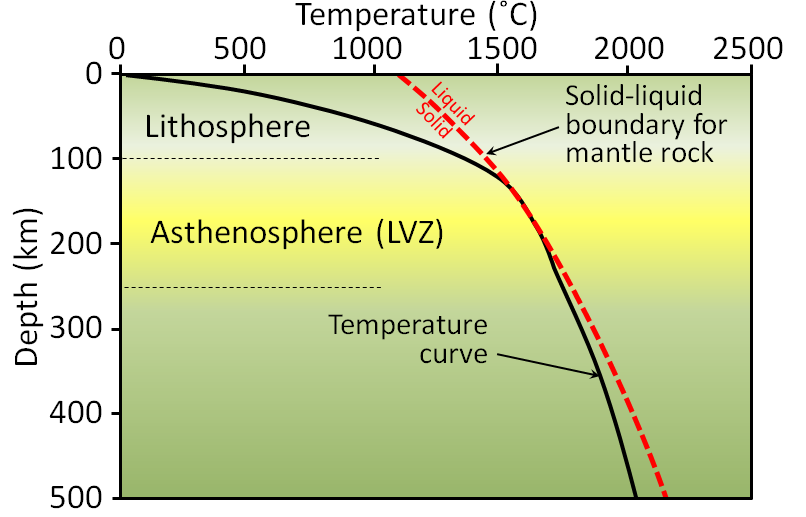
Curva de temperatura aproximada en las profundidades de la Tierra. Muestra que hace más calor a medida que aumenta la profundidad.

La termocronología es el estudio de la evolución térmica de una región de un planeta. Los termocronologistas utilizan la datación radiométrica con las temperaturas de cierre que representan la temperatura de los minerales estudiados en un tiempo determinado por los datos registrados para entender la historia térmica de una roca específica, mineral o unidad geológica. Es un subcampo de la geología y está estrechamente asociada con la geocronología. 
Un estudio termocronológico típico incluye las fechas de una serie de muestras de rocas de diferentes áreas de una región, a menudo procedentes de un transecto vertical a lo largo de un cañón empinado, acantilado o pendiente. Estas muestras se fechan. Con algunos conocimientos acerca de la estructura térmica del subsuelo, estas fechas se trasladan a los momentos en que ese lugar en particular estaba a temperatura de cierre del mineral. Esto por lo tanto da el rango de extracción de la roca. 
Algunos sistemas isotópicos usados comúnmente en termocronología incluyen huellas de fisión en circón y apatita, datación potasio-argón y datación argón-argón en apatita, datación uranio-torio-helio en circón y apatita, y datación 4He/3He.